# Liga Premier de Kazajistán 2017
La Liga Premier 2017 fue la 26.ª temporada de la Liga Premier de Kazajistán. La temporada comenzó el 8 de marzo de 2017 y finalizó en noviembre del mismo año. El FC Astana, vigente campeón de liga, repitió el campeonato.

## Formato
Para esta temporada se suprime la segunda fase que dividía a los equipos en dos grupos de seis. En la temporada 2017 cada equipo debe jugar tres veces entre sí para un subtotal de 33 partidos.
Los doce equipos participantes jugaron entre sí todos contra todos tres veces totalizando 33 partidos cada uno, al término de la fecha 33 el primer clasificado se coronó campeón y clasificó a la Primera ronda de la Liga de Campeones 2018-19, mientras que el segundo y el tercer clasificado obtuvieron un cupo para la primera ronda de la Liga Europa 2018-19. Por otro lado los dos últimos clasificados descendieron a la Primera División de Kazajistán 2018, mientras que el décimo jugó un play-off de permanencia ante el subcampeón de la Primera División de Kazajistán.
Un tercer cupo para la primera ronda de la Liga Europa 2018-19 se asignará al campeón de la Copa de Kazajistán.

## Equipos
El FC Zhetysu descendió al final de la temporada 2016 y su lugar lo ocupó el FC Kaisar Kyzylorda, ascendido de la segunda división. El FC Taraz también perdió la categoría en la promoción ante el Altai Semey pero la Federación de Fútbol de Kazajistán decidió que este club no cumplía con los requisitos para jugar en la categoría y el FC Taraz fue repescado.
| Club               | Ciudad    | Estadio                        | Capacidad |
| ------------------ | --------- | ------------------------------ | --------- |
| FC Aktobe          | Aktobe    | Estadio Central de Aktobe      | 15 000    |
| FC Akzhayik        | Oral      | Estadio Petr Atoyan            | 8 320     |
| FC Astana          | Astana    | Astana Arena                   | 30 000    |
| FC Atyrau          | Atyrau    | Estadio Munaishy               | 8 690     |
| FC Irtysh          | Pavlodar  | Estadio Central de Pavlodar    | 15 000    |
| FC Kairat          | Almaty    | Estadio Central de Almaty      | 25 057    |
| FC Kaisar          | Kyzylorda | Estadio Gani Muratbayev        | 7 500     |
| FC Okzhetpes       | Kokshetau | Estadio Okzhetpes              | 4 158     |
| FC Ordabasy        | Shymkent  | Estadio Kazhymukan Munaitpasov | 35 000    |
| Shakhter Karagandy | Karagandy | Estadio Shakhter               | 20 000    |
| FC Taraz           | Taraz     | Estadio Central de Taraz       | 11 525    |
| FC Tobol           | Kostanay  | Estadio Central de Kostanay    | 10 500    |

## Tabla de posiciones
| Pos. | Equipo             | Pts. | PJ | G  | E  | P  | GF | GC | Dif. | Clasificación 2018–19                 |
| ---- | ------------------ | ---- | -- | -- | -- | -- | -- | -- | ---- | ------------------------------------- |
| 1    | Astana (C)         | 79   | 33 | 25 | 4  | 4  | 74 | 21 | +53  | Primera Ronda de la Liga de Campeones |
| 2    | Kairat             | 78   | 33 | 23 | 9  | 1  | 75 | 28 | +47  | Primera Ronda de la Liga Europa       |
| 3    | Ordabasy           | 58   | 33 | 18 | 4  | 11 | 44 | 37 | +7   |                                       |
| 4    | Irtysh             | 48   | 33 | 12 | 12 | 9  | 35 | 32 | +3   | Primera Ronda de la Liga Europa       |
| 5    | Tobol              | 47   | 33 | 12 | 11 | 10 | 36 | 26 | +10  | Primera Ronda de la Liga Europa       |
| 6    | Kaisar             | 42   | 33 | 11 | 9  | 13 | 30 | 36 | −6   |                                       |
| 7    | Shakhter Karagandy | 40   | 33 | 12 | 4  | 17 | 36 | 50 | −14  |                                       |
| 8    | Atyrau             | 35   | 33 | 10 | 8  | 15 | 34 | 54 | −20  |                                       |
| 9    | Aktobe             | 33   | 33 | 8  | 9  | 16 | 38 | 46 | −8   |                                       |
| 10   | Akszhayik (O)      | 30   | 33 | 7  | 9  | 17 | 29 | 47 | −18  | Play-off de descenso                  |
| 11   | Taraz              | 32   | 33 | 8  | 8  | 17 | 29 | 50 | −21  | Descenso a Primera División 2018      |
| 12   | Okzhetpes          | 24   | 33 | 7  | 3  | 23 | 28 | 61 | −33  | Descenso a Primera División 2018      |

Actualizado a los partidos jugados el 5 de noviembre de 2017.
 Fuente: Soccerway
Notas:
1. 1 2  Tras ganar la Copa de Kazajistán el Kairat recibe un cupo para la primera ronda de la Liga Europea 2018-19. Ordabasy también hubieran clasificado pero no pudieron conseguir la licencia de UEFA, por lo tanto el Tobol toma su lugar.
2. ↑  Atyrau comenzó la temporada con -9 como castigo por deudas con el ex entrenador Zoran Filipović.[3] El 24 de abril de 2017, Atyrau se le devolvieron 6 puntos tras pagar su deuda con Filipović, pero se le retenieron 3 puntos por las deudas con Jonathas[4]
3. ↑  Taraz se le dedujeron 6 puntos como castigo por deudas con en el ex jugador Obiora Odita[5]

## Resultados
| Local \ Visitante  | AKT | AKZ | AST | ATY | IRT | KAI | KSA | OKZ | ORD | SHA | TAR | TOB |
| ------------------ | --- | --- | --- | --- | --- | --- | --- | --- | --- | --- | --- | --- |
| Aktobe             | —   | 1–1 | 2–4 | 1–0 | 1–2 | 1–2 | 1–1 | 3–0 | 0–1 | 0–1 | 1–1 | 1–3 |
| Akszhayik          | 2–2 | —   | 0–2 | 2–2 | 0–1 | 0–1 | 1–0 | 1–1 | 1–2 | 3–1 | 2–2 | 1–0 |
| Astana             | 3–0 | 3–1 | —   | 4–0 | 2–0 | 1–1 | 2–0 | 3–0 | 1–0 | 4–1 | 4–0 | 2–0 |
| Atyrau             | 2–0 | 2–0 | 0–1 | —   | 0–1 | 2–1 | 1–0 | 2–1 | 2–2 | 3–3 | 1–3 | 1–0 |
| Irtysh             | 1–3 | 2–1 | 1–1 | 1–1 | —   | 3–3 | 1–0 | 0–0 | 0–1 | 1–2 | 5–2 | 0–1 |
| Kairat             | 1–0 | 4–1 | 3–0 | 1–1 | 1–1 | —   | 1–1 | 2–2 | 3–0 | 4–1 | 4–0 | 2–0 |
| Kaisar             | 3–2 | 0–0 | 0–3 | 2–0 | 1–1 | 1–2 | —   | 1–0 | 0–1 | 2–1 | 2–1 | 0–0 |
| Okzhetpes          | 2–1 | 2–1 | 0–3 | 1–0 | 0–2 | 2–3 | 3–1 | —   | 1–2 | 0–2 | 0–1 | 1–0 |
| Ordabasy           | 2–1 | 3–0 | 3–0 | 1–1 | 0–1 | 0–2 | 1–0 | 2–1 | —   | 1–0 | 3–0 | 1–2 |
| Shakhter Karagandy | 0–2 | 1–0 | 1–2 | 2–0 | 0–1 | 1–4 | 0–1 | 1–0 | 1–2 | —   | 0–1 | 1–1 |
| Taraz              | 1–1 | 0–0 | 0–1 | 1–2 | 2–0 | 0–0 | 2–1 | 0–1 | 2–1 | 0–0 | —   | 1–0 |
| Tobol              | 0–0 | 2–0 | 1–1 | 3–0 | 0–0 | 2–2 | 0–0 | 5–1 | 1–0 | 1–2 | 1–0 | —   |

| Local \ Visitante  | AKT | AKZ | AST | ATY | IRT | KAI | KSA | OKZ | ORD | SHA | TAR | TOB |
| ------------------ | --- | --- | --- | --- | --- | --- | --- | --- | --- | --- | --- | --- |
| Aktobe             | —   | —   | 0–3 | —   | —   | —   | 0–1 | —   | 2–0 | 2–0 | —   | 1–0 |
| Akszhayik          | 2–2 | —   | —   | 1–0 | —   | —   | 0–0 | 2–0 | —   | 1–2 | —   | —   |
| Astana             | —   | 2–0 | —   | 7–0 | 2–1 | 0–2 | —   | 4–0 | —   | —   | 2–0 | —   |
| Atyrau             | 2–2 | —   | —   | —   | 0–0 | 0–1 | —   | —   | —   | 3–1 | 3–2 | —   |
| Irtysh             | 1–1 | 0–1 | —   | —   | —   | 1–1 | 0–0 | —   | —   | 1–0 | —   | 1–2 |
| Kairat             | 3–2 | 2–1 | —   | —   | —   | —   | 3–1 | —   | 5–1 | 3–1 | —   | 2–0 |
| Kaisar             | —   | —   | 1–4 | 4–1 | —   | —   | —   | 2–1 | 1–1 | —   | —   | 1–0 |
| Okzhetpes          | 0–2 | —   | —   | 1–2 | 1–2 | 0–1 | —   | —   | —   | —   | 2–1 | —   |
| Ordabasy           | —   | 3–2 | 2–1 | 2–0 | 1–2 | —   | —   | 3–2 | —   | —   | 1–0 | —   |
| Shakhter Karagandy | —   | —   | 0–1 | —   | —   | —   | 2–1 | 2–1 | 2–1 | —   | —   | 1–1 |
| Taraz              | 1–0 | 0–1 | —   | —   | 1–1 | 1–5 | 0–1 | —   | —   | 2–3 | —   | —   |
| Tobol              | —   | 2–0 | 1–1 | 2–0 | —   | —   | —   | 4–1 | 0–0 | —   | 1–1 | —   |

## Promoción
| 9 de noviembre de 2017, 15:00 | Akzhayik              | 2:1 (1:1) | Makhtaaral     | Astana Arena, Astana      |                           |
|                               | - Dudchenko 45+1' 86' | Reporte   | - 35' Chulagov | Árbitro(s): Marat Iskakov | Árbitro(s): Marat Iskakov |

## Goleadores
- Fuente uefa.com
| Pos. | Jugador             | Club     | Goles |
| ---- | ------------------- | -------- | ----- |
| 1    | Gerard Gohou        | Kairat   | 24    |
| 2    | Junior Kabananga    | Astana   | 19    |
| 3    | Patrick Twumasi     | Astana   | 13    |
| 4    | Bauyrzhan Islamkhan | Kairat   | 11    |
| 5    | Milan Stojanović    | Shakhter | 10    |
| 5    | Aleksey Shchotkin   | Tobol    | 10    |
| 7    | Ihar Zyankovich     | Aktobe   | 9     |
| 7    | Tanat Nusserbayev   | Ordabasy | 9     |
| 9    | Srđan Grahovac      | Astana   | 8     |
| 9    | Isael               | Kairat   | 8     |